# Domenico della Rovere
Domenico della Rovere (1442 - 23 d'abril de 1501) va ser un cardenal italià i mecenes de les arts.

## Biografia
Va néixer a Vinovo, a prop de Torí, i no era parent del papa Sixt IV (Francesco Della Rovere), que, però, el va afavorir amb l'esperança d'establir un vincle entre la seva humil família liguriana i la dels comtes piemontesos de Vinovo.
El 1478 va ser nomenat bisbe de Tarantèsa per succeir al seu germà, Cristoforo. El mateix any, el 10 de febrer, fou nomenat cardenal de San Vitale per Sixt IV (un any després va canviar el títol pel de San Clemente). També el 1478 va rebre el títol de bisbe de Montefiascone i Tarquínia, que va conservar fins a la seva mort. El 19 de juliol de 1482 va ser nomenat administrador apostòlic de la diòcesi de Ginebra, durant la Seu vacant després de la mort de Joannes Ludovicus de Sabaudia. Va ser traslladat a la diòcesi de Torí el 24 de juliol de 1482, només cinc dies després, quan el bisbe de Torí, Jean de Compoys, va ser traslladat a Ginebra.
El 1483, va posar la primera pedra de la nova catedral de S. Margherita a Montefiascone, i en el seu últim testament de 1501 va deixar diners per continuar l'obra, que gairebé no havia arribat al nivell del pis principal de l'església en el moment de la seva mort.
Després de la mort de Sixt el 1484, va anar a Roma per participar en el conclave papal, que va elegir el Papa Innocenci VIII. Della Rovere va quedar-se a Roma la resta de la seva vida, deixant la diòcesi de Turí en mans dels seus vicaris i procuradors, incloent el seu nebot Giovanni Ludovico della Rovere. Al Piemont, va finançar l'església col·legiata de Saluzzo i la reconstrucció de la Catedral Sant Joan Baptista de Torí, així com un nou castell a Vinovo per servir com la seva residència. En la Plaça Scossacavalli, en el rione de Roma, va encarregar Pinturicchio la decoració (incloent-hi el Semi-Sostre de Déus) del Palau que porta el seu nom, la construcció del qual havia començat el 1480, potser sota disseny de Baccio Pontelli.
Va morir a Roma el 22 d'abril de 1501, després d'haver realitzat la seva Última Voluntat i Testament el mateix dia, abans de dinar. És enterrat a la catedral de Torí.